# Обаев, Есмухан Несипбаевич
Есмухан Несипбайулы Обаев (каз. Есмұхан Несіпбайұлы Обаев; 23 июня 1941; село Кеген, Кегенский район, Алма-Атинская область, КазССР, СССР) — советский и казахский театральный режиссёр

, театральный педагог, общественный деятель, профессор искусствоведения (1993). Народный артист Казахской ССР (1988), Заслуженный деятель искусств Казахской ССР (1975).

## Биография
Родился 23 июня 1941 года в селе Кегень Алма-Атинской области. Казах. Происходит из рода албан Старшего жуза. Отец — Обаев Несипбай (1907—1978), был рабочим, завхозом совхоза, директором маслозавода. Мать — Обаева Кулжан (1923—1998), работала поваром, была домохозяйкой.
В 1960 году поступил в Алма-Атинскую государственную консерваторию на театральный факультет, который окончил в 1964 году по классу народного артиста Казахской ССР, профессора Аскара Токпанова.
С 1965 по 1967 год — режиссёр-постановщик Казахского государственного драматического театра.
С 1968 по 1970 год — режиссёр стажер МХАТ (г. Москва).
С 1970 по 1972 год — режиссёр-постановщик Казахского государственного ТЮЗ.
С 1972 по 1992 год — худ.рук и главный режиссёр-постановщик Семипалатинского казахского драматического театра имени Абая (г. Семей).
С 1992 по 1995 год — ректор Алматинского театрально-художественного института им. Т. Жургенова (г. Алма-Ата).
С 1995 по 2001 год — заместитель министра культуры Республики Казахстан (г. Астана).
С 2001 по 2013 год — директор и художественный руководитель Казахского государственного драматического театра имени М. Ауэзова.
С 2013 года по настоящее время — советник директора театра.

## Избранные постановки
Постановка МХАТ 1968-70 годы (г. Москва):
- «Ревизор» Н. В. Гоголь;
- «Любимое утешение» А. Тур;

Постановка Казахского государственного ТЮЗ 1970-72 годы:
- «Светлая любовь» С. Муканов;
- «Дочь Кажгар» С. Муканов;
- «Ботагоз» С. Муканов;
- «В ночь лунного затмения» Мустай Карим;
- «Стрела Махамбета» А. Алимжанов;
- «Так мне и надо» К. Мухамеджанов;

Постановка Семипалатинского областного казахского драматического театра 1972-92 годы:
- «Ревизор» Н. В. Гоголь;
- «Женитьба» Н. В. Гоголь;
- «Укрощение строптивой» У. Шекспира;
- «На дне» М. Горького;
- «Башмачки» Х. Ибрагимов;
- «Кудаша» С. Кудаш;
- «Аршин мал алан» У. Гаджибеков;
- «По дороге с мельницы» О. Иоселиани;
- «Абай» М. Ауэзов;
- «Карагоз» М. Ауэзов;
- «Айман — Шолпан» М. Ауэзов;
- «Енлик — Кебек» М. Ауэзов;
- «Дос — бел дос» М. Ауэзов;
- «Козы Корпеш-Баян сулу» Г. Мусрепов;
- «Акан сэри — Актокты» Г. Мусрепов;
- «Козы корпеш — Баян сулу» Г. Мусрепов;
- «Шохан Уалиханов» С. Муканов;
- «Жеребенок мой» О. Бокей;
- «Старшая сестра» Исабеков, Дулат;
- «Перизат» Д. Исабеков;
- «Прощание со старым домом» Т. Нурмагамбетов;
- «Найди себя» Р. Сейсенбаев;
- «Возвращение Казбека» Р. Сисенбаев;
- «Ночной диалог» Р. Сисенбаев;
- «Прощай, моя сказка!» Б. Мукай;

Постановка Казахского национального драматического театра имени М. Ауэзова с 2001 года:
- «Абай» М. Ауэзов;
- «Айман — Шолпан» М. Ауэзов;
- «Ревизор» Н. В. Гоголь;
- «Пара» Н. В. Гоголь;
- «Кара кемпир» А. Амзеулы;
- «Давайте жить не нанося боль друг другу…»" Б. Жакиев;
- «Цыганскую серенаду» И. Сапарбай;
- «Не теряя надежды» Н. Келимбетов;
- «Одержимый» Д. Исабеков;
- «Великий и Вор» Т. Абдик;
- «Балуан Шолак» Д. Исабеков;
- «Анна Каренина» Лев Толстой и др.

## Награды и звания
- 1975 (3 декабря) — Заслуженный деятель искусств Казахской ССР — за заслуги в области казахского и советского театрального искусства;
- 1988 (25 мая) — Народный артист Казахской ССР — за вклад в развитие и становление театрального искусства;
- 2004 — Независимая общенациональная премия «Тарлан» в области «театр» в номинации «Платиновый Тарлан» за вклад.;
- 2006 (8 декабря) — Орден «Парасат» (№ 291) — за выдающийся вклад в развитие культуры и театрального искусства;
- 2011 (24 октября) — Почётный гражданин Алматинской области (в связи с 70-летием со дня рождения);
- 2011 (13 декабря) — Национальная премия «Человек года — Алтын адам»;[4]
- 2013 (28 ноября) — Почётный знак «За заслуги в развитии культуры и искусства» (Межпарламентская ассамблея СНГ) — за значительный вклад в формирование и развитие общего культурного пространства государств — участников Содружества Независимых Государств, реализацию идей сотрудничества в сфере культуры и искусства[5];
- 2014 (13 декабря) — Орден «Барыс» 2 степени (награда вручена из рук президента РК в резиденции Акорда) — за выдающийся вклад в развитие отечественной культуры и искусства, многолетнюю творческую деятельность.;
- Благодарственное письмо Первого Президента Республики Казахстан (дважды);
- 2021 (2 декабря) — Орден «Барыс» 1 степени — за особые заслуги в развитии отечественной культуры и сценического искусства, плодотворную режиссерскую деятельность и в связи с 80-летием со дня рождения.[6][7]
- Правительственные медали, в том числе:
  - Медаль «10 лет независимости Республики Казахстан» (2001);
  - Медаль «10 лет Астане» (2008);[8]
  - Медаль «20 лет независимости Республики Казахстан» (2011);
  - Медаль «20 лет Конституции Республики Казахстан» (2015);
  - Медаль «25 лет независимости Республики Казахстан» (2016);
  - Медаль «20 лет Астане» (2018);

## Семья
- Супруга — Обаева Багила Рамазановна, ныне покойная.
- Дочери — Обаева Анар Исмухановна (1975 г. р.), кандидат экономических наук; Имеет 2 детей: Амир,Айя
- Обаева Ажар Исмухановна (1975 г. р.), работает в АО «Bank RBK». Имеет 3 дочери: Енлик,Еркежан,Тамила
- Внуки- Мусингали Амир,Еркебулан Енлик,Исмухан Еркежан,Исмухан Айя,Мусрепова Тамила